# Matheus Mascarenhas
Matheus Mascarenhas dos Santos Raimundo, noto semplicemente come Matheus Mascarenhas (27 luglio 1998), è un calciatore brasiliano, difensore del Boavista-RJ.

## Caratteristiche tecniche
È un terzino sinistro.

## Carriera

### Club
Cresciuto nel settore giovanile del Fluminense, ha esordito in prima squadra il 18 giugno 2017 in occasione del match di Série A pareggiato 2-2 contro il Flamengo.